# Liste des souverains d'Autriche
Voici une liste des souverains d'Autriche depuis la création de ce pays en 976 avec l'avènement de la maison de Babenberg.

## Margraves d'Autriche

### Maison de Babenberg

Armes attribuées a posteriori (v. 1490) à Adalbert d'Autriche

| No | Portrait               | Nom                                        | Règne                            | Notes                                                                |
| -- | ---------------------- | ------------------------------------------ | -------------------------------- | -------------------------------------------------------------------- |
| 1  | Léopold Ier            | Léopold Ier 940-10 juillet 994             | 976-10 juillet 994               | Fondateur de la Maison de Babenberg.et premier Margraves d'Autriche. |
| 2  | Henri Ier le Fort      | Henri Ier le Fort 965-23 juin 1018         | 10 juillet 994-23 juin 1018      | Fils du Précédent.                                                   |
| 3  | Adalbert le Victorieux | Adalbert le Victorieux 967-26 mai 1055     | 23 juin 1018-26 mai 1055         | Frère du Précédent.                                                  |
| 4  | Ernest le Brave        | Ernest le Brave 1027-10 juin 1075          | 26 mai 1055-10 juin 1075         | Fils du Précédent.                                                   |
| 5  | Léopold II le Beau     | Léopold II le Beau 1050-12 octobre 1095    | 10 juin 1075-12 octobre 1095     | Fils du Précédent.                                                   |
| 6  | Léopold III le Pieux   | Léopold III le Pieux 1073-15 novembre 1136 | 12 octobre 1095-15 novembre 1136 | Fils du Précédent.                                                   |
| 7  | Léopold IV             | Léopold IV 1108-18 octobre 1141            | 15 novembre 1136-18 octobre 1141 | Fils du Précédent.                                                   |
| 8  | Henri II Jasomirgott   | Henri II Jasomirgott 1107-13 janvier 1177  | 18 octobre 1141-13 janvier 1177  | Frère du Précédent.                                                  |

## Ducs d'Autriche

### Maison de Babenberg

Armes adoptées par Frédéric II.

En 1156, l'empereur du Saint-Empire Frédéric Barberousse signe le Privilegium Minus, qui en échange de la session du duché de Bavière, acquis quelques années plus tôt, à la famille Welf, élève le margraviat d'Autriche au rang de duché. Henri II Jasomirgott devient ainsi le premier duc d'Autriche. Cet acte est parfois aujourd'hui encore considéré comme la pièce fondatrice de l'Autriche moderne.
| No | Portrait                   | Nom                                                  | Règne                            | Notes                                                    |
| -- | -------------------------- | ---------------------------------------------------- | -------------------------------- | -------------------------------------------------------- |
| 8  | Henri II Jasomirgott       | Henri II Jasomirgott 1107-13 janvier 1177            | 1156-13 janvier 1177             | Margraves d'Autriche de 1141 à 1156 devient duc en 1156. |
| 9  | Léopold V le Vieux         | Léopold V le Vieux 1157-31 décembre 1194             | 13 janvier 1177-31 décembre 1194 | Fils du Précédent.                                       |
| 10 | Frédéric Ier le Catholique | Frédéric Ier le Catholique 1175-16 avril 1198        | 31 décembre 1194-16 avril 1198   | Fils du Précédent.                                       |
| 11 | Léopold VI le Glorieux     | Léopold VI le Glorieux 1176-26 juillet 1230          | 16 avril 1198-26 juillet 1230    | Frère du Précédent.                                      |
| 12 | Frédéric II le Batailleur  | Frédéric II le Batailleur 25 avril 1211_15 juin 1246 | 26 juillet 1230-15 juin 1246     | Fils du Précédent. Mort sans Héritier.                   |

### Interrègne
À l'extinction des Babenberg, en 1246, l'Autriche revient à l'empereur Frédéric II. Plusieurs prétendants se font entendre, parmi lesquels le Přemyslide Ottokar II de Bohême, qui reçoit officiellement le duché en 1260 des mains de Richard de Cornouailles, empereur de l'interrègne. Ottokar est vaincu et tué par le nouveau souverain de l'Autriche, Rodolphe de Habsbourg, en 1278, après avoir été mis au ban de l'Empire deux ans plus tôt.
| No | Portrait | Nom                       | Règne             | Notes                                                                                               |
| -- | -------- | ------------------------- | ----------------- | --------------------------------------------------------------------------------------------------- |
| 13 | Ottokar  | Ottokar 1230-26 août 1278 | 1260-26 août 1278 | Roi de Bohème,Désigné pour être duc d'Autriche à sa mort le trône d'Autriche revient aux Habsbourg. |

### Maison de Habsbourg
| No | Portrait                 | Nom                                                          | Début du règne  | Fin de règne     | Notes                                     |
| -- | ------------------------ | ------------------------------------------------------------ | --------------- | ---------------- | ----------------------------------------- |
| 14 | Rodolphe Ier             | Rodolphe Ier 1er mai 1218-26 Août 1291                       | 26 août 1278    | 27 décembre 1282 | Fondateur de la dynastie des Habsbourg.   |
| 15 | Albert Ier               | Albert Ier juillet 1255-1er mai 1308                         | 1282            | 1er mai 1308     | Fils du Précédent.                        |
| 16 |                          | Rodolphe II 1270-1290                                        | 1282            | 10 mai 1290      | Frère du Précédent.                       |
| 17 | Rodolphe Ier             | Rodolphe III 1281-3 juillet 1307                             | 1298            | 3 juillet 1307   | Neveu du Précédent et fils d'Albert 1er . |
| 18 | Frédéric III le Bel      | Frédéric III le Bel 1286-13 janvier 1330                     | 1er mai 1308    | 13 janvier 1330  | Frère du Précédent.                       |
| 19 | Léopold VII le Glorieux  | Léopold VII le Glorieux 4 août 1290 -28 février 1326         | 1er mai 1308    | 28 février 1326  | Frère du Précédent.                       |
| 20 | Albert II le Sage        | Albert II le Sage 12 décembre 1298 - 16 août 1358            | 13 janvier 1330 | 16 août 1358     | Frère du Précédent.                       |
| 21 | Otton                    | Otton 23 juillet 1301-17 février 1339                        | 13 janvier 1330 | 17 février 1339  | Frère du Précédent.                       |
| 22 | Rodolphe IV le Fondateur | Rodolphe IV le Fondateur 1er novembre 1339 - 27 juillet 1365 | 16 août 1358    | 27 juillet 1365  | Neveu du Précédent et fils d'Albert II    |
| 23 | Albert III à la Tresse   | Albert III à la Tresse 9 septembre 1349 - 29 août 1395       | 27 juillet 1365 | 29 août 1395     | Frère du Précédent.                       |
| 23 | Léopold VIII le Juste    | Léopold VIII le Juste 1er novembre 1351 - 8 juillet 1386     | 27 juillet 1365 | 8 juillet 1386   | Frère du Précédent.                       |

En 1379, Albert et Léopold se partagent leurs possessions au traité de Neuberg : Albert reçoit l'Autriche même et Léopold la Styrie, la Carinthie, la Carniole et le Tyrol.

#### Branche albertine
| No | Portrait                 | Nom                                                      | Début du règne    | Fin de règne      | Notes              |
| -- | ------------------------ | -------------------------------------------------------- | ----------------- | ----------------- | ------------------ |
| 23 | Albert III à la Tresse   | Albert III à la Tresse 9 septembre 1349-29 août 1395     | 9 septembre 1379  | 29 août 1395      |                    |
| 24 | Albert IV le Patient     | Albert IV le Patient 19 septembre 1377-14 septembre1404  | 29 août 1395      | 14 septembre 1404 | Fils du Précédent. |
| 25 | Albert V l'Illustre      | Albert V l'Illustre 16 août 1397-27 octobre 1439         | 14 septembre 1404 | 27 octobre 1439   | Fils du Précédent. |
| 26 | Ladislas Ier le Posthume | Ladislas Ier le Posthume 22 février 1440-23 novembre1457 | 22 février 1440   | 23 novembre 1457  | Fils du Précédent. |

#### Branche léopoldienne
| No | Portrait              | Nom                                                    | Début du règne  | Décès           | Notes              |
| -- | --------------------- | ------------------------------------------------------ | --------------- | --------------- | ------------------ |
| 23 | Léopold VIII le Juste | Léopold VIII le Juste 1er novembre 1351-8 juillet 1386 | 27 juillet 1365 | 8 juillet 1386  |                    |
| 24 | Guillaume l'Ambitieux | Guillaume l'Ambitieux 1er janvier 1370-15 juillet 1406 | 8 juillet 1386  | 15 juillet 1406 | Fils du Précédent. |

Les territoires de la branche léopoldienne sont encore divisés en 1406.
- Sous-branche ernestine (Styrie, Carinthie et Carniole)

| No | Portrait                     | Nom                                                         | Début du règne | Décès           | Notes                                             |
| -- | ---------------------------- | ----------------------------------------------------------- | -------------- | --------------- | ------------------------------------------------- |
| 25 | Ernest de Fer                | Ernest de Fer 1377-10 juin 1424                             | 1406           | 10 juin 1424    | Fils du Précédent.                                |
| 26 | Frédéric V à la Grosse Lèvre | Frédéric V à la Grosse Lèvre 21 septembre 1415-19 août 1493 | 10 juin 1424   | 19 août 1493    | Fils du Précédent. Plus long règne de l'Autriche. |
| 26 | Albert VI le Noble           | Albert VI le Noble 12 décembre 1418-2 décembre 1463         | 1424           | 2 décembre 1463 | Frère du Précédent.                               |

- Sous-branche frédéricienne (Tyrol)

| No | Portrait                     | Nom                                           | Début du règne | Décès        | Notes                         |
| -- | ---------------------------- | --------------------------------------------- | -------------- | ------------ | ----------------------------- |
| 25 | Frédéric IV à la Bourse Vide | Frédéric IV à la Bourse vide 1382-24 juin1439 | 1406           | 24 juin 1439 | Fils de Guillaume l'Ambitieux |
| 26 | Sigismond le Riche           | Sigismond le Riche 26 octobre 1427- 1490      | 1446           | 1490         | Fils du Précédent.            |

Frédéric V recueille l'héritage de la branche albertine en 1457, puis celui de la sous-branche frédéricienne en 1490.

## Archiducs d'Autriche

### Maison de Habsbourg
Le titre d'archiduc d'Autriche, auquel les Habsbourg prétendent depuis 1359, est reconnu formellement par l'empereur Frédéric III.
| No | Portrait       | Nom                                                   | Règne                            | Notes                                                         |
| -- | -------------- | ----------------------------------------------------- | -------------------------------- | ------------------------------------------------------------- |
| 27 | Maximilien Ier | Maximilien Ier 22 mars 1459-12 janvier 1519           | 19 avril 1493-12 janvier 1519    | Fils de Frédéric V.                                           |
| 28 | Charles Quint  | Charles Ier le Grand 24 février1500-21 septembre 1558 | 12 janvier 1519-28 avril 1521    | Petit fils du Précédent et fils du roi d’Espagne Philippe Ier |
| 29 | Ferdinand Ier  | Ferdinand Ier 10 mars 1503-25 juillet 1564            | 28 avril 1521-25 juillet 1564    | Frère du Précédent.                                           |
| 30 | Maximilien II  | Maximilien II 1er août 1527-12 octobre 1576           | 25 juillet 1564-12 octobre 1576  | Fils du Précédent.                                            |
| 31 | Rodolphe V     | Rodolphe II 18 juillet 1552-20 janvier 1612           | 12 octobre 1576-25 juin 1608     | Fils du Précédent.                                            |
| 32 | Matthias Ier   | Matthias Ier 24 février 1557-20 mars 1619             | 25 juin 1608-20 mars 1619        | Frère du Précédent.                                           |
| 33 | Ferdinand II   | Ferdinand II 9 juillet 1578-15 février 1637           | 28 août 1619-15 février 1637     | Cousin du Précédent et fils de Charles II.                    |
| 34 | Ferdinand III  | Ferdinand III 13 juillet 1608-2 avril 1657            | 15 février 1637-2 avril 1657     | Fils du Précédent.                                            |
| 35 | Léopold IX     | Léopold IX 9 juin 1640-5 mai 1705                     | 2 avril 1657-5 mai 1705          | Fils du Précédent.                                            |
| 36 | Joseph Ier     | Joseph Ier 26 juillet 1678-17 avril 1711              | 5 mai 1705-17 avril 1711         | Fils du Précédent.                                            |
| 37 | Charles II     | Charles II 1er octobre 1685-20 octobre 1740           | 17 avril 1711-20 octobre 1740    | Frère du Précédent.                                           |
| 38 | Marie-Thérèse  | Marie-Thérèse 13 mai 1717-29 novembre 1780            | 20 octobre 1740-29 novembre 1780 | Fille du Précédent.                                           |

#### Autriche AntérieureetTyrol
| No | Portrait     | Nom                                        | Début du règne | Fin de règne    | Notes                  |
| -- | ------------ | ------------------------------------------ | -------------- | --------------- | ---------------------- |
| 30 | Ferdinand II | Ferdinand II 14 juin 1529- 24 janvier 1595 | 1564           | 24 janvier 1595 | Fils de Ferdinand Ier. |

À sa mort sans héritier dynaste, l'essentiel de ses domaines font retour à la branche aînée. Son fils Charles lui succède à Burgau. En 1602, Rodolphe II nomme son frère Maximilien III.
| No | Portrait       | Nom                                            | Début du règne | Décès           | Notes               |
| -- | -------------- | ---------------------------------------------- | -------------- | --------------- | ------------------- |
| 32 | Maximilien III | Maximilien III 12 octobre 1558-2 novembre 1618 | 1602           | 2 novembre 1618 | Frère du Précédent. |

À sa mort sans héritier, ses domaines sont attribués à son cousin Léopold d'Autriche-Styrie.
| No | Portrait           | Nom                                              | Début du règne   | Décès             | Notes               |
| -- | ------------------ | ------------------------------------------------ | ---------------- | ----------------- | ------------------- |
| 33 | Léopold X          | Léopold X9 octobre 1586 -13 septembre 1632       | 1619             | 13 septembre 1632 | Fils de Charles II. |
| 34 | Ferdinand Charles  | Ferdinand Charles 17 mai 1628-30 décembre 1662   | 1646             | 30 décembre 1662  | Fils du Précédent.  |
| 35 | Sigismond François | Sigismond François 27 novembre 1630-25 juin 1665 | 30 décembre 1662 | 25 juin 1665      | Frère du Précédent. |

#### Autriche intérieure
| No | Portrait       | Nom                                             | Début du règne  | Fin de règne    |                                                    |
| -- | -------------- | ----------------------------------------------- | --------------- | --------------- | -------------------------------------------------- |
| 30 | Charles II     | Charles II 3 juin 1540-10 juillet 1590          | 1564            | 10 juillet 1590 | Fils de Ferdinand Ier.                             |
| 31 | Ferdinand III  | Ferdinand III 9 juillet 1578-15 février 1637    | 10 juillet 1590 | 15 février 1637 | Fils du Précédent.                                 |
| 31 | Maximilien III | Maximilien III 12 octobre 1558- 2 novembre 1618 | 1593            | 1595            | Régent sous Ferdinand III archiduc de 1602 à 1618. |

À partir du XVIIe siècle, l'indivisibilité des duchés autrichiens devient systématique.

### Maison de Habsbourg-Lorraine
| No | Portrait    | Nom                                     | Début du règne   | Fin du règne    | Notes                                             |
| -- | ----------- | --------------------------------------- | ---------------- | --------------- | ------------------------------------------------- |
| 39 | Joseph II   | Joseph II 13 mars 1741-20 février 1790  | 29 novembre 1780 | 20 février 1790 | Fils de Marie-Thérèse.                            |
| 40 | Léopold XII | Léopold II 5 mai 1747-1er mars 1792     | 20 février 1790  | 1er mars 1792   | Frère du précédent.                               |
| 41 | François II | François II 12 février 1768-2 mars 1835 | 1er mars 1792    | 2 mars 1835     | Fils du précédent, renversé en 1806 par Napoléon. |

## Empereurs d'Autriche

### Maison de Habsbourg-Lorraine
| No | Portrait            | Nom                                               | Début du règne   | Fin du règne     | Notes |
| -- | ------------------- | ------------------------------------------------- | ---------------- | ---------------- | --- |
| 41 | François II         | François (12 février 1768 – 2 mars 1835)          | 11 août 1804     | 2 mars 1835      | En 1804, l'Autriche devient un empire et François II, dernier empereur des Romains, devient empereur d'Autriche sous le nom de François Ier.                                                                                            |
| 42 | Ferdinand Ier       | Ferdinand (19 avril 1793 – 29 juin 1875)          | 2 mars 1835      | 2 décembre 1848  | Fils du précédent |
| 43 | François-Joseph Ier | François-Joseph (18 août 1830 – 21 novembre 1916) | 2 décembre 1848  | 21 novembre 1916 | Neveu du précédent |
| 44 | Charles Ier         | Charles (17 août 1887 – 1er avril 1922)           | 22 novembre 1916 | 12 novembre 1918 | Petit-neveu du précédent. Charles Ier abdique en 1918 à la suite de la défaite de l'Autriche-Hongrie durant la Première Guerre mondiale qui aboutit à l'effondrement de l'empire austro-hongrois et à la proclamation de la république. |

## Prétendants au trône depuis 1918
| No | Portrait | Nom | Période                                | Titre de courtoisie                                                              | Notes                                             |
| -- | -------- | --- | -------------------------------------- | -------------------------------------------------------------------------------- | ------------------------------------------------- |
| 44 |          | « Charles Ier » Charles François Joseph de Habsbourg-Lorraine Né le 17 août 1887 à Persenbeug — Mort le 1er avril 1922 à Funchal (Portugal) | 1918 — 1922 3 ans, 4 mois et 20 jours  | —                                                                                |                                                   |
| 45 |          | « Othon Ier » Otto de Habsbourg-Lorraine Né le 20 novembre 1912 à Reichenau an der Rax — Mort le 4 juillet 2011 à Pöcking (Allemagne)       | 1922 — 2007 84 ans et 9 mois           | « Prince impérial et archiduc d’Autriche, prince de Hongrie et de Bohême »       | Fils du précédent et de Zita de Bourbon-Parme.    |
| 46 |          | « Charles II » Charles de Habsbourg-Lorraine Né le 11 janvier 1961 à Starnberg (Allemagne)                                                  | Depuis 2007 18 ans, 2 mois et 13 jours | « Prince impérial et archiduc d’Autriche, prince royal de Hongrie et de Bohême » | Fils du précédent et de Regina de Saxe-Meiningen. |